# Hutyn Tomnatyk
Der Hutyn Tomnatyk (ukrainisch Гутин Томнатик, russisch Гутин Томнатек Gutin Tomnatek) ist ein 2016 m hoher Berg in den südlichen Ausläufern des Hauptkamms der „Schwarzen Berge“, dem höchsten Gebirgszug der Waldkarpaten in der ukrainischen Oblast Transkarpatien.
Der im Biosphärenreservat Karpaten liegende Zweitausender hat eine alpine und subalpine Vegetation und es gibt glaziale Landschaftsformen.
Zwischen dem Hutyn Tomnatyk und dem östlich liegenden Brebeneskul befindet sich auf 1801 m Höhe der Brebeneskul-See, der höchstgelegene See der Ukraine.